# Bob McGill
Robert Paul „Bob“ McGill (* 27. April 1962 in Leduc, Alberta) ist ein ehemaliger kanadischer Eishockeyspieler, -trainer und -scout, der im Verlauf seiner aktiven Karriere zwischen 1979 und 1996 unter anderem 755 Spiele für die Toronto Maple Leafs, Chicago Blackhawks, San Jose Sharks, Detroit Red Wings, New York Islanders und Hartford Whalers in der National Hockey League auf der Position des Verteidigers bestritten hat.

## Karriere
McGill spielte zunächst zwei Jahre von 1979 bis 1981 bei den Victoria Cougars in der Western Hockey League. Mit diesen gewann er am Ende der Saison 1980/81 den President’s Cup, die Meisterschaftstrophäe der WHL, und nahm daraufhin mit der Mannschaft am Memorial Cup teil. Der Verteidiger konnte in beiden WHL-Jahren gut punkten, saß in beiden Spielzeiten aber auch jeweils deutlich über 200 Minuten auf der Strafbank.
Nachdem der Kanadier im NHL Entry Draft 1980 in der zweiten Runde an 26. Position von den Toronto Maple Leafs ausgewählt worden war, nahmen ihn diese zur Saison 1981/82 unter Vertrag. Dort verbrachte er seine gesamte Rookiesaison, ehe er die folgenden zwei Spielzeiten sowohl im Farmteam in der American Hockey League auflaufen als auch im NHL-Team. Zur Saison 1984/85 schaffte McGill endgültig den Sprung in den Stammkader der Maple Leafs. Im Sommer 1987 gab Toronto den Verteidiger in einem fünf Spieler umfassenden Transfergeschäft zu den Chicago Blackhawks ab, wo McGill die Spielzeiten von 1987 bis 1991 verbrachte und in der Saison 1989/90 mit zwölf Punkten aus 69 Partien seine beste NHL-Saison absolvierte. Nachdem er ungeschützt in den NHL Expansion Draft 1991 gegangen war, spielte er in der Saison 1991/92 für die San Jose Sharks, für deren Kaderauffüllung der Expansion Draft abgehalten worden war. Bereits nach neun Monaten, im März 1992, transferierten die Sharks McGill für den Schweden Johan Garpenlöv zu den Detroit Red Wings, wo er den Rest der Spielzeit verbrachte, ehe er im Sommer 1992 zunächst zu den Tampa Bay Lightning und wenige Wochen später zurück zu den Toronto Maple Leafs ging. Für diese bestritt er jedoch nur noch wenige Spiele, ebenso für die New York Islanders und Hartford Whalers, zu denen er in der Folgezeit gewechselt war. Er beendete seine NHL-Karriere vor der Saison 1994/95. Die letzten Spiele bestritt er für die Chicago Wolves aus der International Hockey League im Spieljahr 1995/96.
Nach seiner aktiven Karriere arbeitete McGill einige Zeit als Trainer. Von 1996 bis 1998 füllte er den Job des Assistenztrainers bei den Hershey Bears aus der American Hockey League aus. Zur Saison 1998/99 übernahm er für zwei Jahre den Posten des Cheftrainers bei den Baton Rouge Kingfish aus der East Coast Hockey League. Seine letzte Trainerstation waren die Oshawa Generals aus der Ontario Hockey League in der Spielzeit 2004/05. Zwischen 2008 und 2016 war er als Scout für die Edmonton Oil Kings in der Western Hockey League tätig.

## Erfolge und Auszeichnungen
- 1981 President’s-Cup-Gewinn mit den Victoria Cougars

## Karrierestatistik
(Legende zur Spielerstatistik: Sp oder GP = absolvierte Spiele; T oder G = erzielte Tore; V oder A = erzielte Assists; Pkt oder Pts = erzielte Scorerpunkte; SM oder PIM = erhaltene Strafminuten; +/− = Plus/Minus-Bilanz; PP = erzielte Überzahltore; SH = erzielte Unterzahltore; GW = erzielte Siegtore; 1 Play-downs/Relegation; Kursiv: Statistik nicht vollständig)